# Abbaye de Montivilliers
L'abbaye de Montivilliers est un ancien monastère bénédictin de femmes, fondé entre 682 et 684 par saint Philibert, qui se dresse sur le territoire de la commune française de Montivilliers dans le département de la Seine-Maritime, en région Normandie.

## Historique
L'abbaye de Montivilliers est un monastère féminin fondé vers 684,. Cité en 833, le monastère sera complètement détruit par les Vikings au IXe siècle. L'abbaye est relevée en 1025 quand Richard II de Normandie la place sous la dépendance de l’abbaye de Fécamp, cette fois avec des hommes. Le 13 janvier 1035 lors d'une assemblée tenue à Fécamp, le duc Robert le Magnifique donne son autonomie au monastère, qui redevient une abbaye de femmes, au bénéfice de sa tante Béatrice de Normandie.
Le duc accorde avec l'accord de l'archevêque de Rouen Robert l'exemption de toute coutume épiscopale, à l'origine de l'exemption de Montivilliers.
Dotée dans la région de nombreux biens, ils permettent d’entreprendre, sous l’abbatiat d’Élisabeth dans la seconde moitié du XIe siècle, les travaux de construction de la grande église abbatiale, excellent témoin de l’architecture normande à l’époque de Guillaume le Conquérant. Le 6 avril 1192, l'abbaye est placée sous la protection spéciale du Saint-Siège.
Au XVe siècle, la paroisse Saint-Sauveur, qui avait reçu les sept premières travées de la nef, fit abattre son côté nord, pour la doubler avec un large vaisseau gothique.
Du XVIe au XVIIIe siècle, l’abbaye connaît toujours un grand rayonnement, notamment sous l’abbatiat de Louise de L’Hospital (1596-1643). C'est sous son abbatiat qu'en 1602 l'abbaye est réformée.
Abandonnée par les religieuses en 1792, l’abbaye subit pendant la période révolutionnaire une intense et multiforme occupation (bureaux, prison, garnison, magasins, écuries, etc.). Avant et après leur vente en 1811, les bâtiments ont été utilisés tout au long du XIXe siècle à des fins industrielles (filature de coton puis raffinerie de sucre et enfin brasserie en 1857) et convertis par la suite en entrepôts, garages et locaux d’habitation[réf. nécessaire].
En 1975, la municipalité de Montivilliers engage une réflexion sur l’avenir du site abbatial qui aboutit favorablement en 1977. La première tranche des travaux permettra l’installation en 1994 de la bibliothèque Condorcet dans le Logis des Abbesses. La seconde tranche réalisée de 1997 à 2000 a permis la restitution des espaces dans leur architecture d’origine, la création du parcours spectacle Cœur d’Abbaye et l’aménagement d’une salle d’expositions temporaires dans le réfectoire gothique[réf. nécessaire].

## Description

### L'église abbatiale

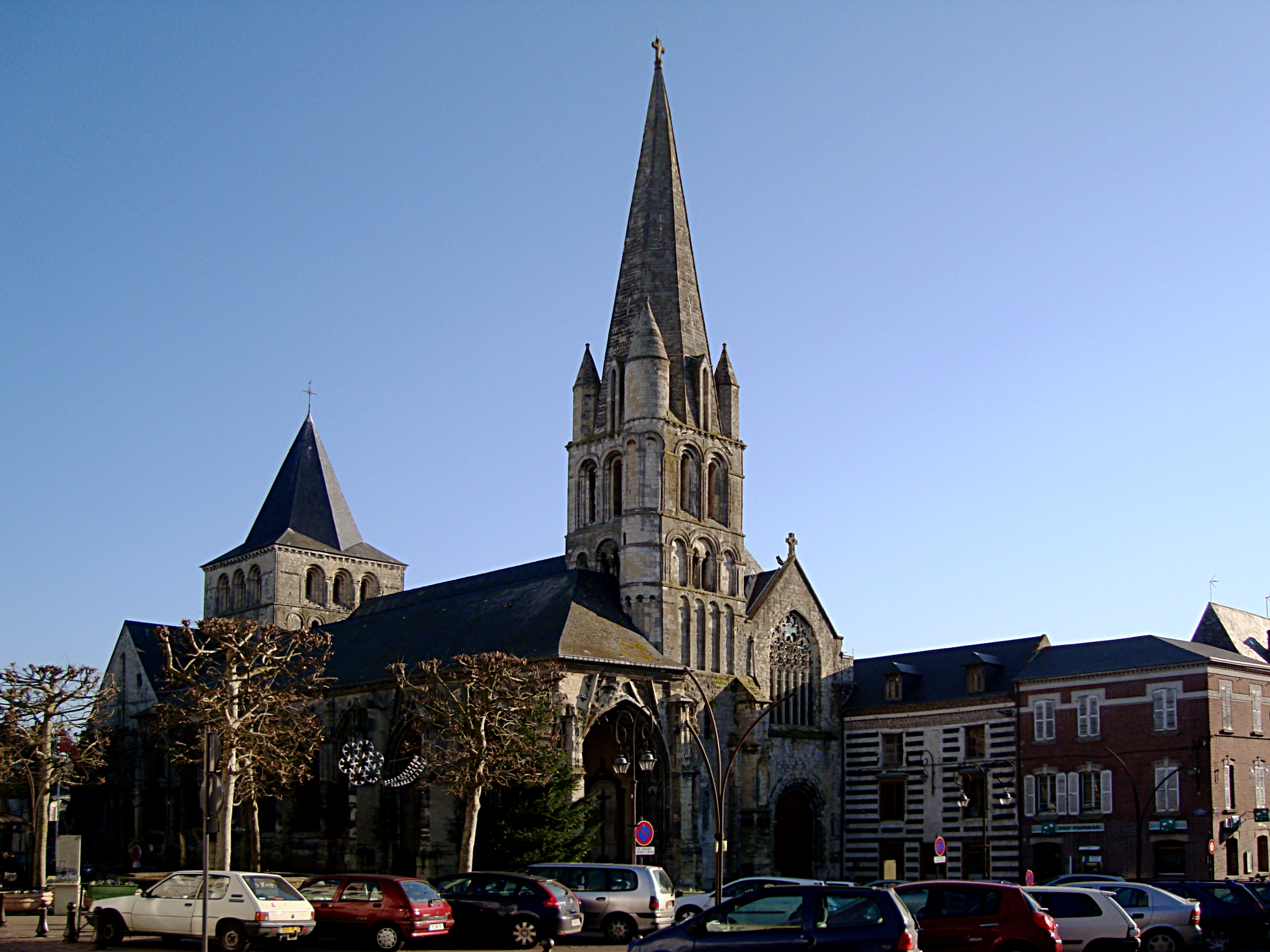
L'église abbatiale.

Le plan primitif de l'église du XIe siècle, de type bénédictin, a été modifié au XVe siècle. À la croisée, l'église a toutefois conservé un monumental clocher de la fin du XIe siècle.
La façade date de la première moitié du XIIe siècle. Elle devait comporter initialement deux tours, comme les églises de Jumièges ou de Boscherville, mais seule celle du nord a subsisté. Au-dessus du portail roman, une grande fenêtre de style gothique a été percée au XIVe siècle.
Dans la nef, seul le côté sud, restauré au XIXe siècle, est encore roman. De style gothique flamboyant, la nef est éclairée par les grandes fenêtres de six chapelles contiguës.
À la croisée, une voûte du XVIIe siècle masque la voûte du XIIe siècle. Les bras du transept sont couverts de voûtes d'ogives de style archaïque, dépourvues de clefs, séparées par un bandeau décoré de bâtons brisés. L'arc en plein cintre qui ouvrait sur l'absidiole sud montre vingt claveaux sculptés de scènes anecdotiques ou d'animaux stylisés.
Le chœur, profond de trois travées et très modifié au XVIIe siècle, laisse encore deviner sa structure romane primitive, notamment dans les hautes colonnes qui marquaient le départ de l'hémicycle de l'abside.
L'orgue de l'abbatiale est un Louis Debierre, dont le centenaire a été célébré le 27 septembre 1992 avec un récital donné par Pierre Pincemaille.

### Description

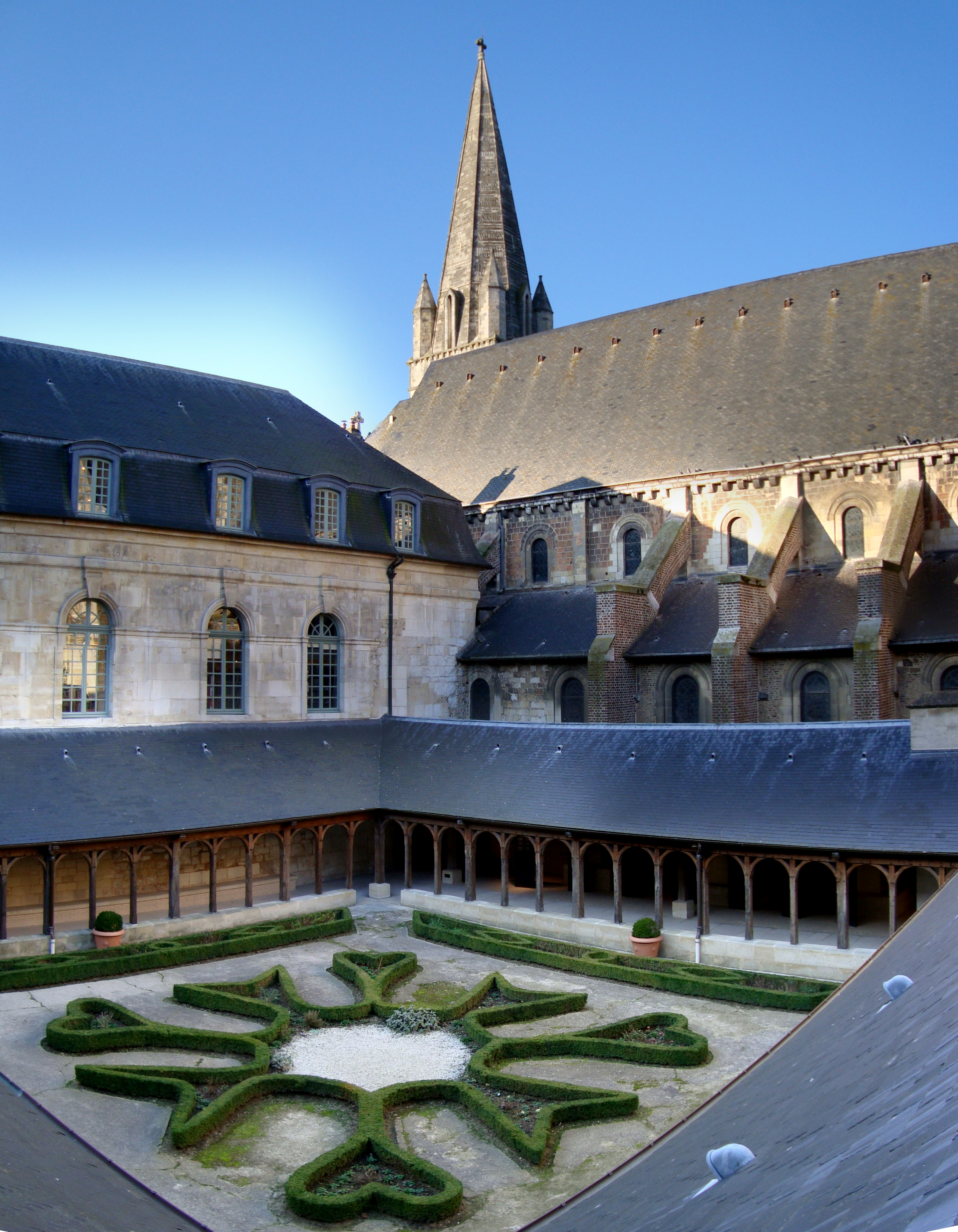
Le cloître de l'abbaye.

Le cloître lui-même, dont on ignore l'aspect primitif, avait complètement disparu et a été reconstitué lors de la restauration récente. Il est bordé à l'ouest par l'ancien logis des abbesses, construction en pierre du XVIIIe siècle. Au sud, une construction du XVe siècle ou du début du XVIe siècle, en pierre et silex taillés, comprenait au rez-de-chaussée, le réfectoire, et à l'étage, un dortoir avec cellules qui a conservé une charpente du XVIe siècle en châtaignier. Du côté est, dans le prolongement du transept sud de l'abbatiale, l'ancien chapitre, ou salle capitulaire, est une salle voutée qui remonte au XIe siècle. À sa suite, sur le même côté, se trouve l'ancien réfectoire, vaste salle du XIIIe siècle de style gothique. Les voûtes d'ogives reposent le long des murs sur des colonnettes appliquées, avec chapiteaux à crochets, et, au centre, sur une file de colonnes rondes.
En retrait, derrière le chevet de l'église, on voit les vestiges du XVe siècle de l'ancienne infirmerie de l'abbaye. La ville y a installé en 1811 un collège communal qui devint par la suite École primaire supérieure et professionnelle de 1856 à 1941, puis collège de 1941 à 1954 et enfin lycée annexe jusqu'en 1969.

## Protection
Au titre des monuments historiques :
- l'église abbatiale est classée par liste de 1862 ;
- le porche ; la façade et le versant de toiture correspondant sur l'actuelle cour intérieure du bâtiment contigu au nord du porche ; les façades et toitures dans leurs dispositions d'origine de l'ancien bâtiment de concierge sont inscrits par arrêté du 9 octobre 1986
- les façades, toitures et tous éléments anciens internes de structure de la salle capitulaire, du bâtiment dit ancien réfectoire (y compris les vestiges intérieurs du XIIIe siècle, mais sauf adjonctions contemporaines à démolir) , du bâtiment dit nouveau réfectoire (y compris la charpente en carène renversée) , du bâtiment dit des appartements de l'abbesse ; vestiges de l'ancienne infirmerie et de l'ancienne maison de l'hermitage ; l'ensemble des vestiges archéologiques contenus dans les sols des cours du cloître et de l'abbaye sont classés par arrêté du 31 mars 1992 ;
- les vestiges du colombier ; les vestiges anciens situés entre la place Carnot, l'actuelle rue Léon-Gambetta et la rue de la Poissonnerie sont inscrits par arrêté du 19 mai 1993.

## Armes de l'abbaye
De gueules, à une crosse d'or, sur une montagne d'argent.

Intérieur de l'abbaye
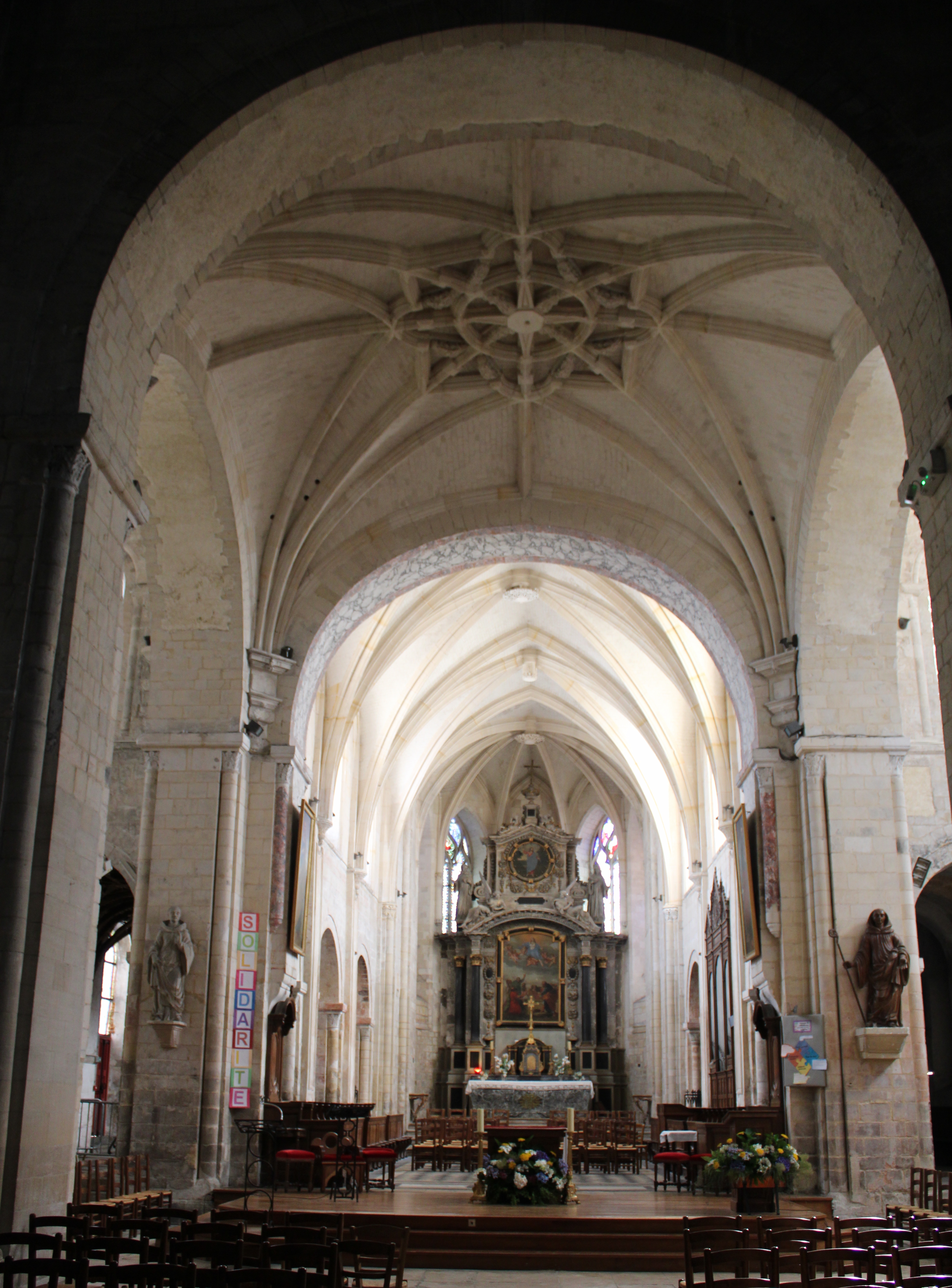
Le choeur.
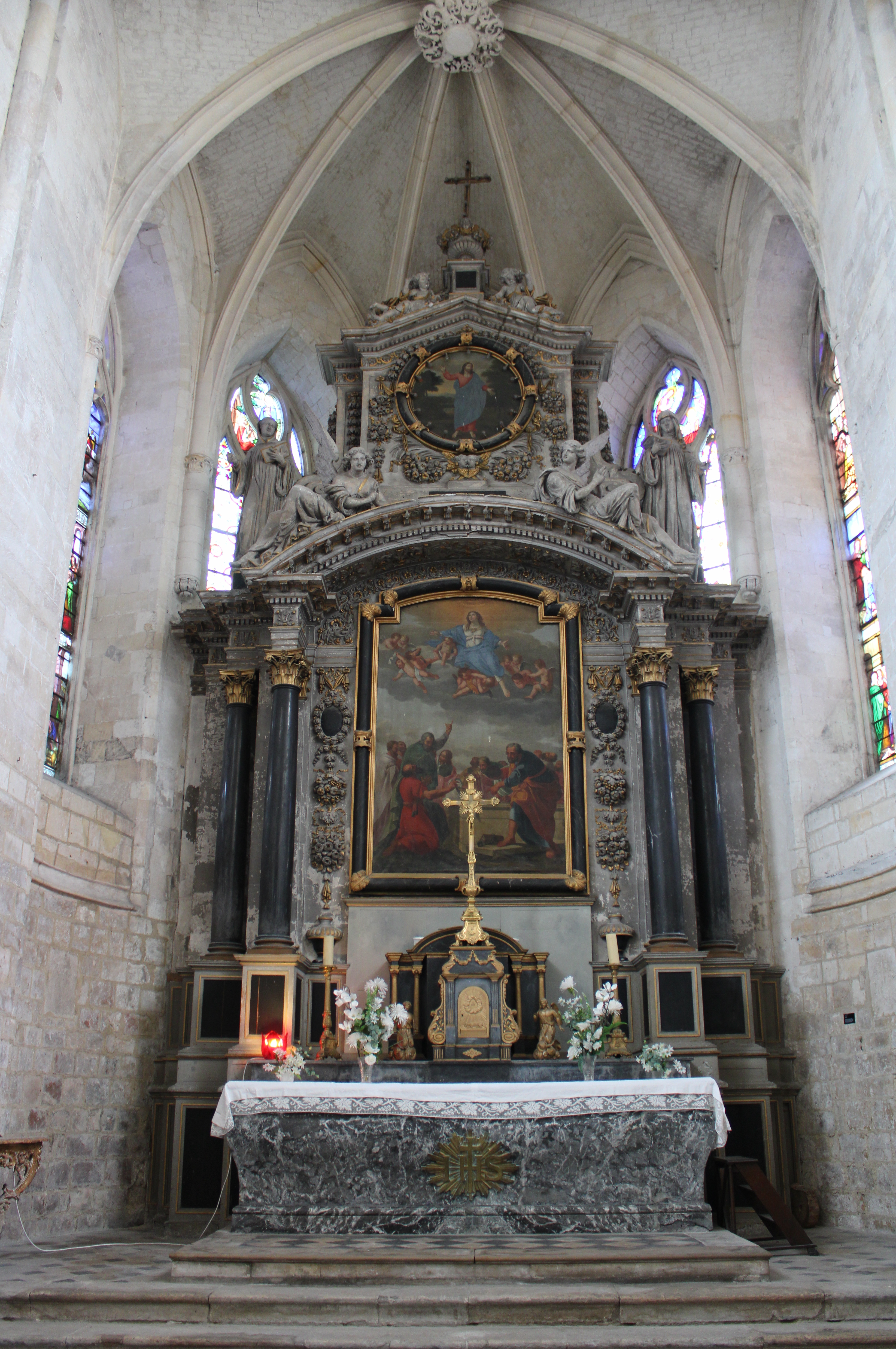
L'autel.
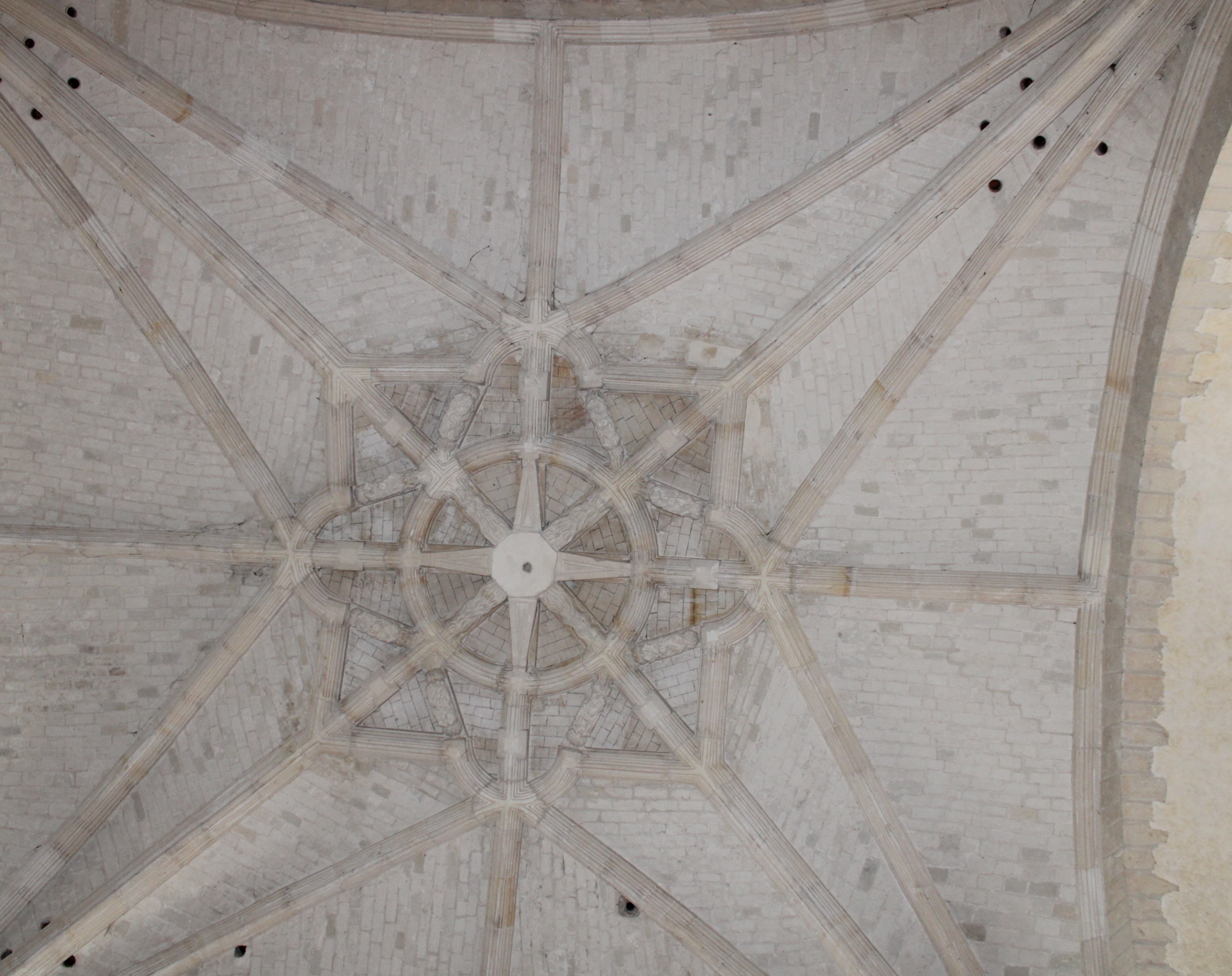
La voûte du transept.
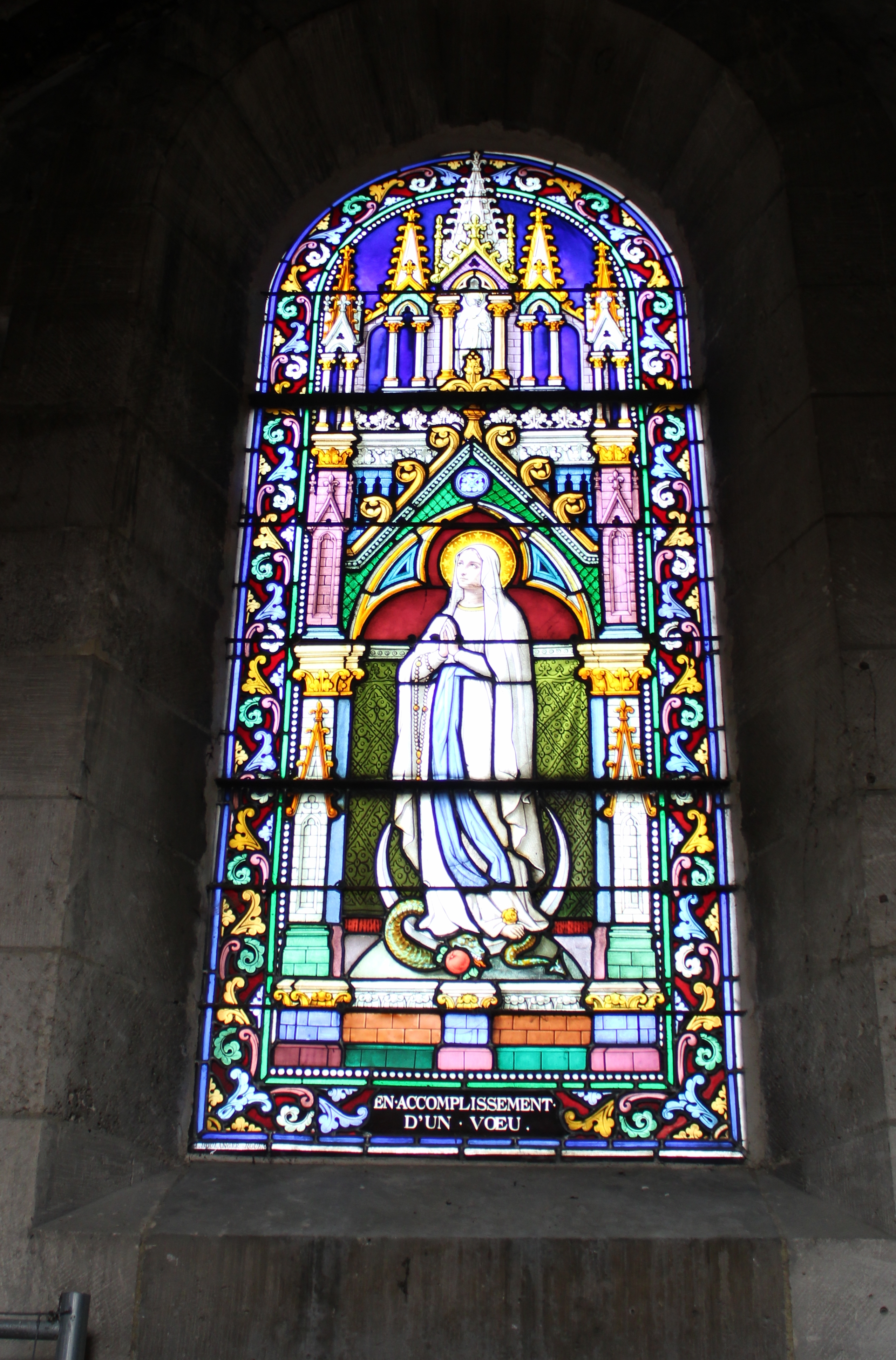
Vitrail de la Vierge.
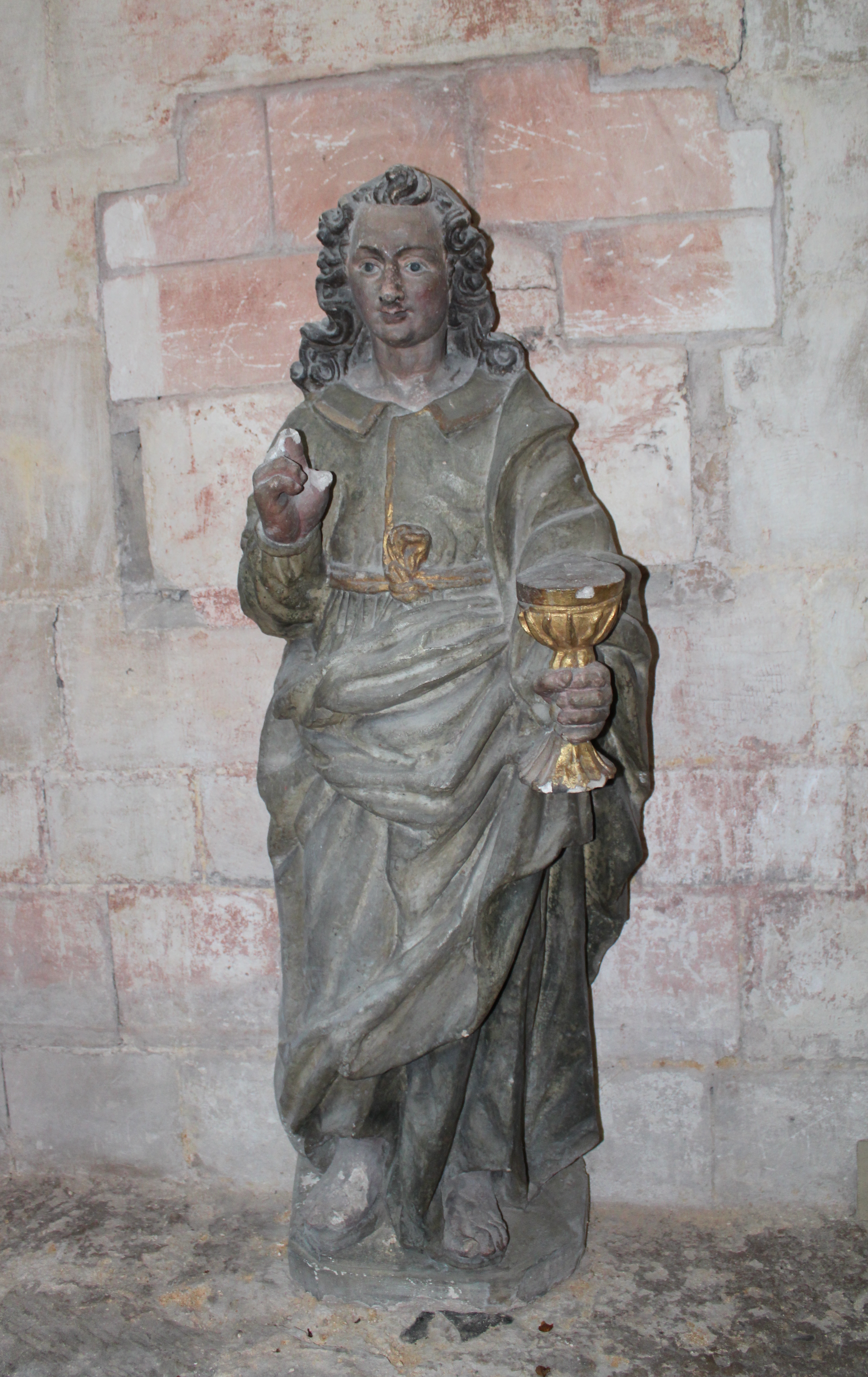
Statue de Saint-Jean-l'Evangéliste.

## Personnalités à l'abbaye
- Catherine-Angélique d'Orléans (1617-16 juillet 1664), religieuse provenant de l'abbaye de Maubuisson ou l'abbesse n'a pas accepté d'en faire sa coadjutrice. Elle était la fille de Jacqueline d'Illiers de Balsac (vers 1591-vers 1624), abbesse de l'abbaye Saint-Avit-les-Guêpières à Saint-Denis-les-Ponts[note 1],[9] qui eut une liaison amoureuse avec Henri II d'Orléans-Longueville (1595-1663)[10]. En 1617, alors qu'elle n'est plus abbesse puisqu'elle a résignée au profit de sa sœur Catherine, et qu'elle est retourné vivre chez ses parents à Chantemesle, elle met au monde une fille prénommée Catherine-Angélique[note 2] que son père le duc de Longueville fit élever avec soin[11].